# Gaston Lavy
Jean Gaston Lavy, né le 9 août 1875 à Vergt et mort le 14 janvier 1949 à Paris, est un artiste illustrateur français.
Il est l’auteur du récit illustré autobiographique Un de la territoriale (aussi nommé Ma grande guerre), élaboré à partir de novembre 1920 et publié en 2004 par les éditions Larousse en fac-similé sous le titre Ma Grande Guerre 1914-1918, Récits et dessins.
Dans cet ouvrage, Gaston Lavy relate son expérience de soldat lors de la Première Guerre mondiale illustrée par ses propres dessins.

## Biographie

### Les années de guerre (1914-1918)
Fils de Jean Eugène Lavy (1838-1897), peintre en bâtiment, dont il est le septième enfant, Gaston Lavy devient lui-même métreur en bâtiment en 1912 à Courbevoie. Il se marie le 12 octobre 1897, à l'âge de 22 ans, à Alphonsine Victoire Couturier(1877-1921) avec qui il aura une fille, Suzanne Lavy, née le 23 juillet 1898[réf. nécessaire]. Le 2 août 1914, alors qu'éclate la première guerre mondiale, il est mobilisé à l'âge de 39 ans.[réf. nécessaire].
Il est ainsi affecté au 20e régiment d’infanterie de la 12e compagnie du dépôt de Lisieux en tant que soldat de 2e classe. Cette unité, appelée la Territoriale, regroupait les hommes de 35 à 41 ans destinés à rester en arrière des troupes d'active[réf. nécessaire]. Après un entrainement rapide, il arrive le 6 avril 1915 à Verdun, au sein de la caserne Jardin-Fontaine où il fait une halte avant de partir pour le village de Moranville, dans la plaine de la Woëvre[réf. nécessaire]. Il mène alors une activité de terrassier, alternée par différentes corvées en ligne de ravitaillement, pendant plusieurs mois[réf. nécessaire].

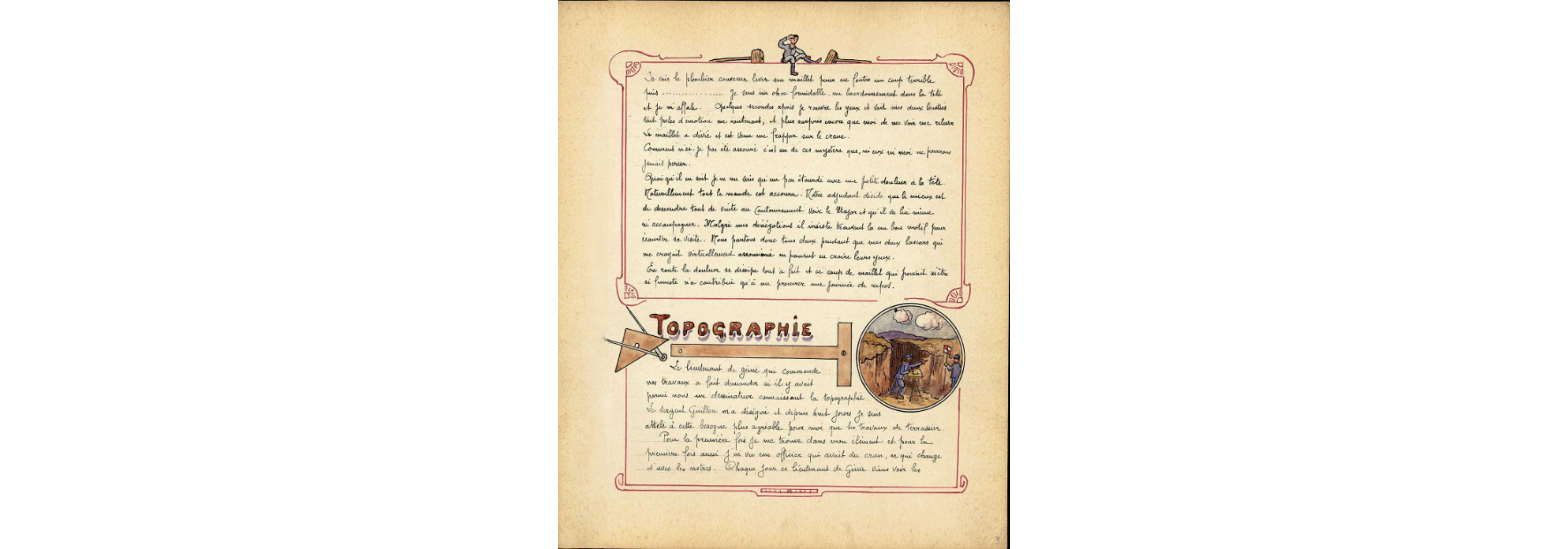
« Topographie », Gaston Lavy établit et dessine des relevés géographiques au service du lieutenant du génie civil du régiment.

À la demande du lieutenant de génie du régiment, Gaston Lavy, fort de ses compétences de dessinateur, entreprend un travail topographique visant à réaliser une carte géographique des zones de combat. Ce nouveau travail lui laisse entrevoir la possibilité de rejoindre le génie militaire où il se voit « déjà attaché comme sapeur dessinateur à l’État-Major ». Cette possibilité ne se réalisant pas, il est désigné comme téléphoniste à partir de septembre 1915 et a pour tâche de câbler les différents bois communaux entourant les communes d'Hennemont et Pintheville[réf. nécessaire].
En février 1916, il participe à la Bataille de Verdun dont il relate avec précision les terribles événements traumatiques. Après un bref répit au fort Génicourt, puis une seconde permission obtenue en avril 1916, il repart sur le front de Lorraine le 5 août 1916 et achève son voyage à Vého, en septembre 1916[réf. nécessaire].
Cet épisode marque une période de « cauchemar » guidée par une certaine lassitude du combat et une profonde solitude. Découragé, il envisage alors différents stratagèmes pour pouvoir « sortir de cette géhenne »[réf. nécessaire] et fuir l'horreur des tranchées où il sert à nouveau de terrassier. Il envoie différentes lettres afin d'être affecté à un autre service de repérage. Toutes ses demandes sont refusées[réf. nécessaire].
En janvier 1917, il quitte Vého pour rejoindre Erbevillers avant de rejoindre ses proches à Paris lors de sa troisième et dernière permission. Il est affecté peu après à la section de Camouflage du Génie civile à Versailles, où il reste jusqu'à la fin de la guerre[réf. nécessaire].
En 1921, un an après avoir entamé la rédaction de son œuvre, il perd sa femme et sa fille dans l'accident ferroviaire du tunnel des Batignolles[réf. nécessaire]. À la suite de cela, il se remarie le 9 novembre 1922 à Eudalie Augustine Désirée Caillard[réf. nécessaire]. Il meurt à Paris le 14 janvier 1949[réf. nécessaire].

### Une œuvre autobiographique,Un de la territoriale (1920)
Un de la territoriale (autre titre Ma grande guerre) est un récit illustré et autobiographique que Gaston Lavy réalise à partir de 1920. Constitué de trois volumes différents, il y relate l'ensemble de son parcours au sein de l'armée française lors de la Première Guerre mondiale, de sa mobilisation à ses dernières heures au sein du génie militaire, à Versailles. L'ouvrage, publié tel quel par les éditions Larousse en 2004, reprend un modèle d'enluminure qui permet d'illustrer les souvenirs de l'auteur avec précision. L'ouvrage est actuellement conservé à la Bibliothèque La Contemporaine,.

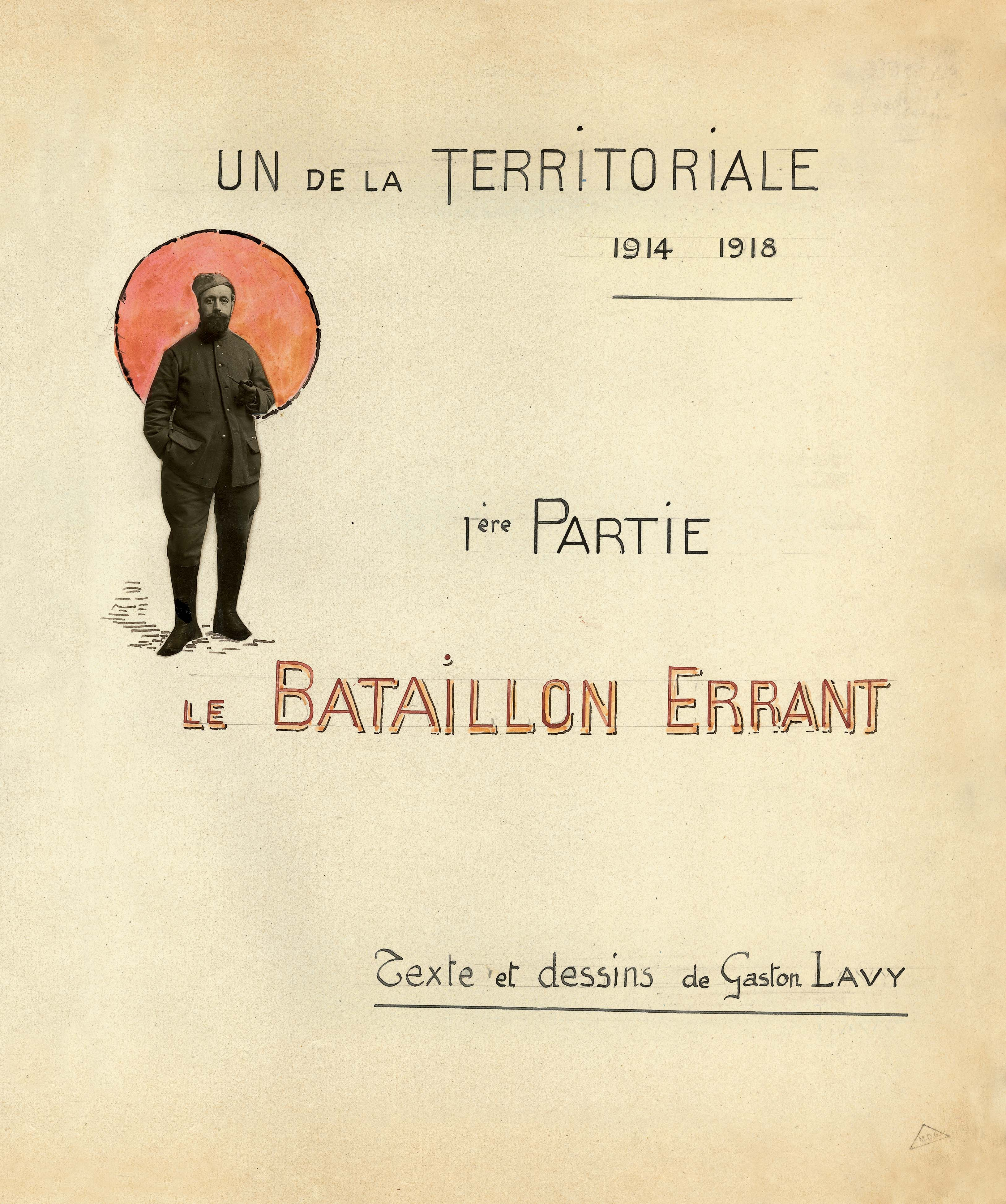
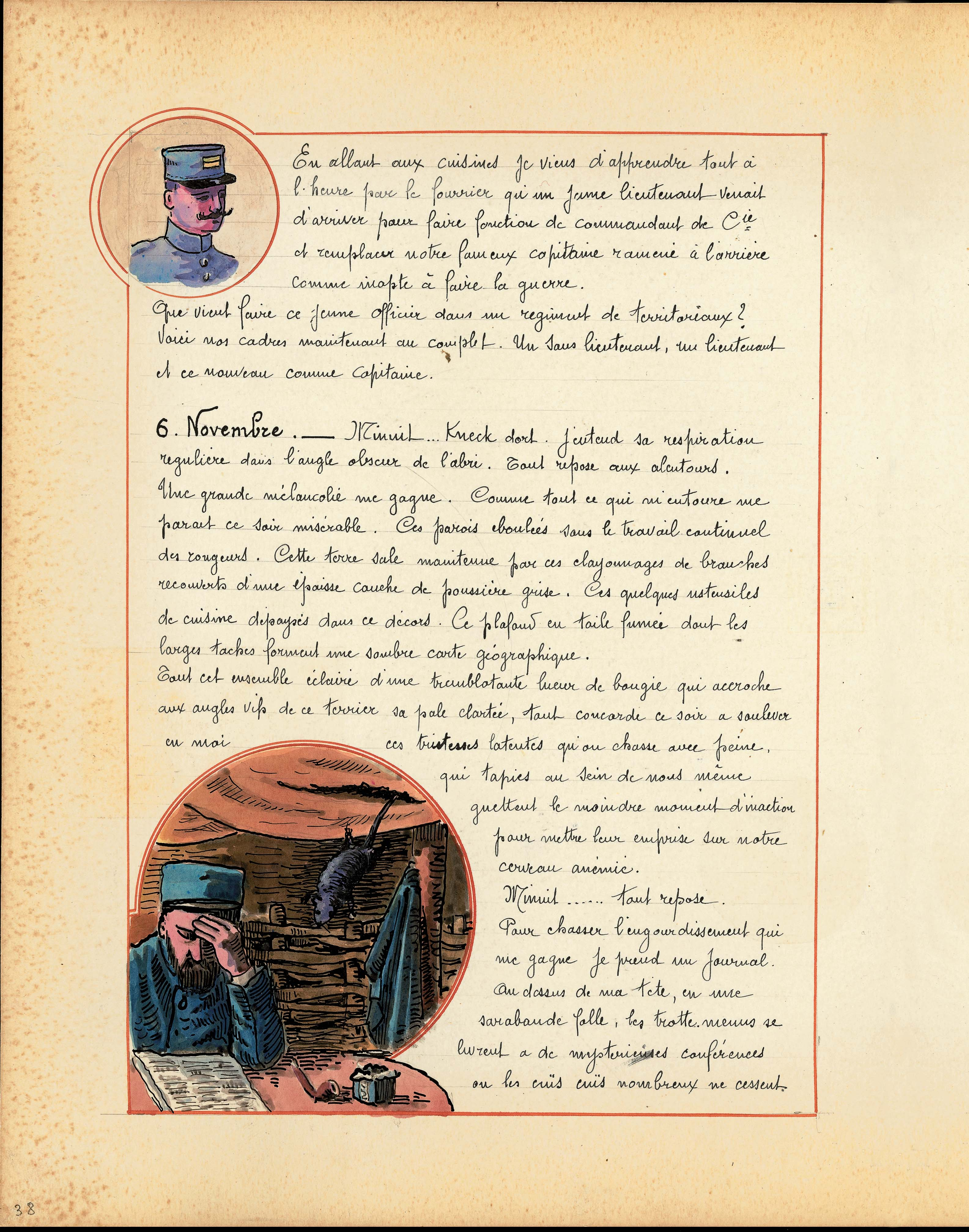
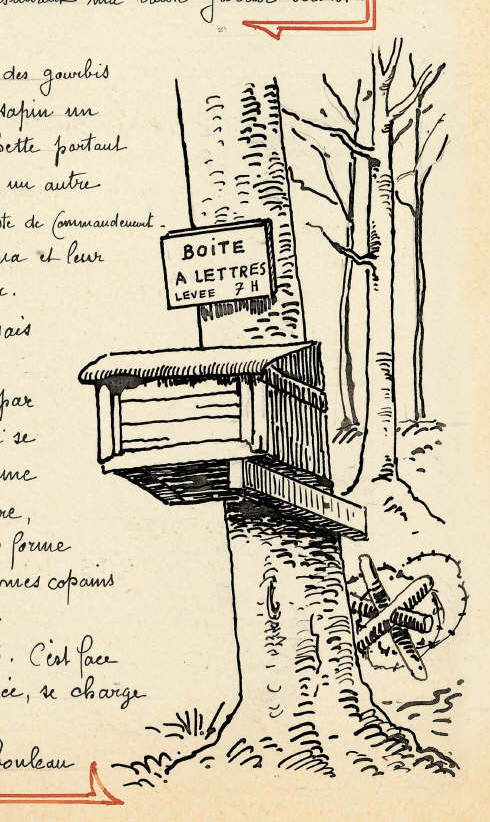
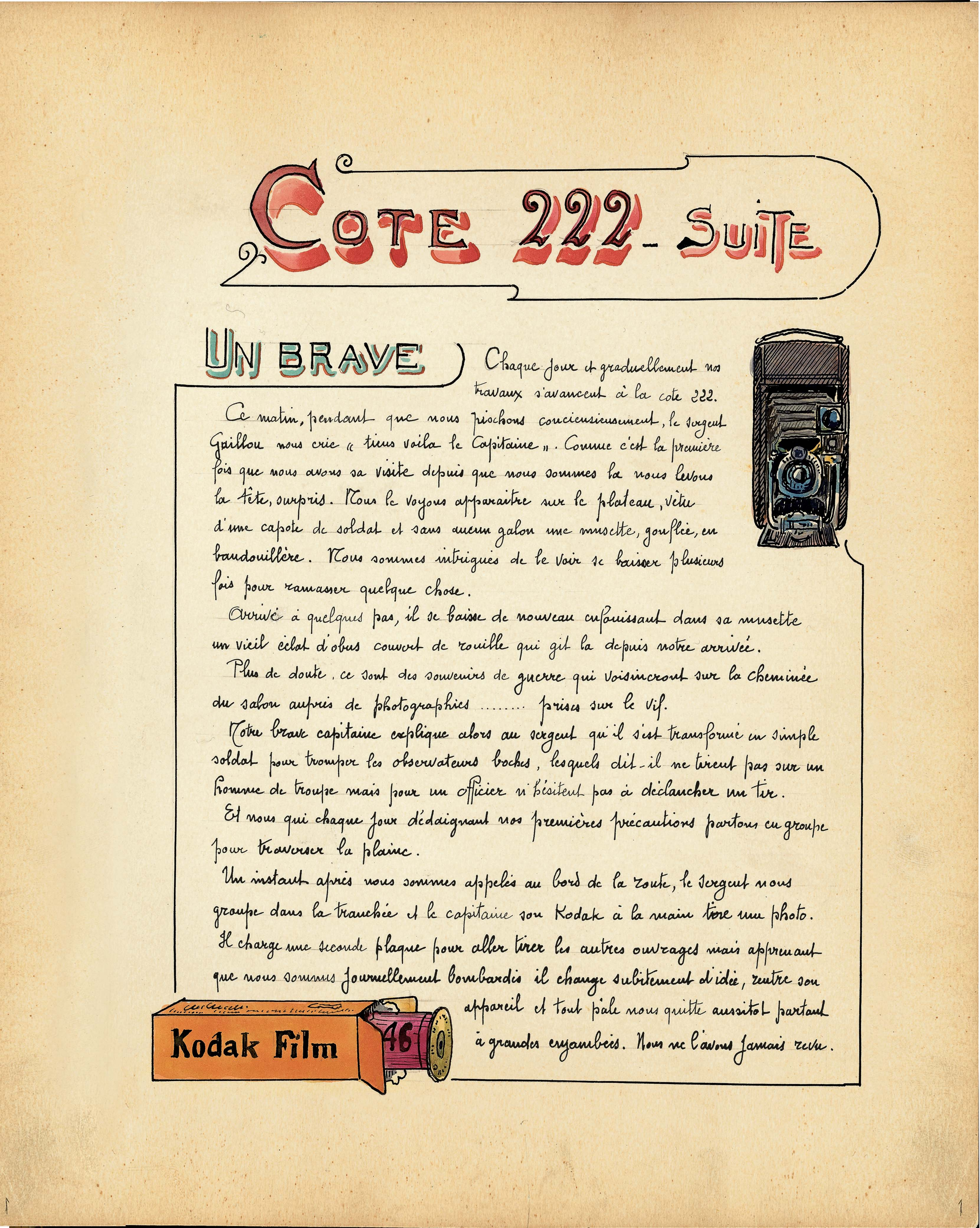
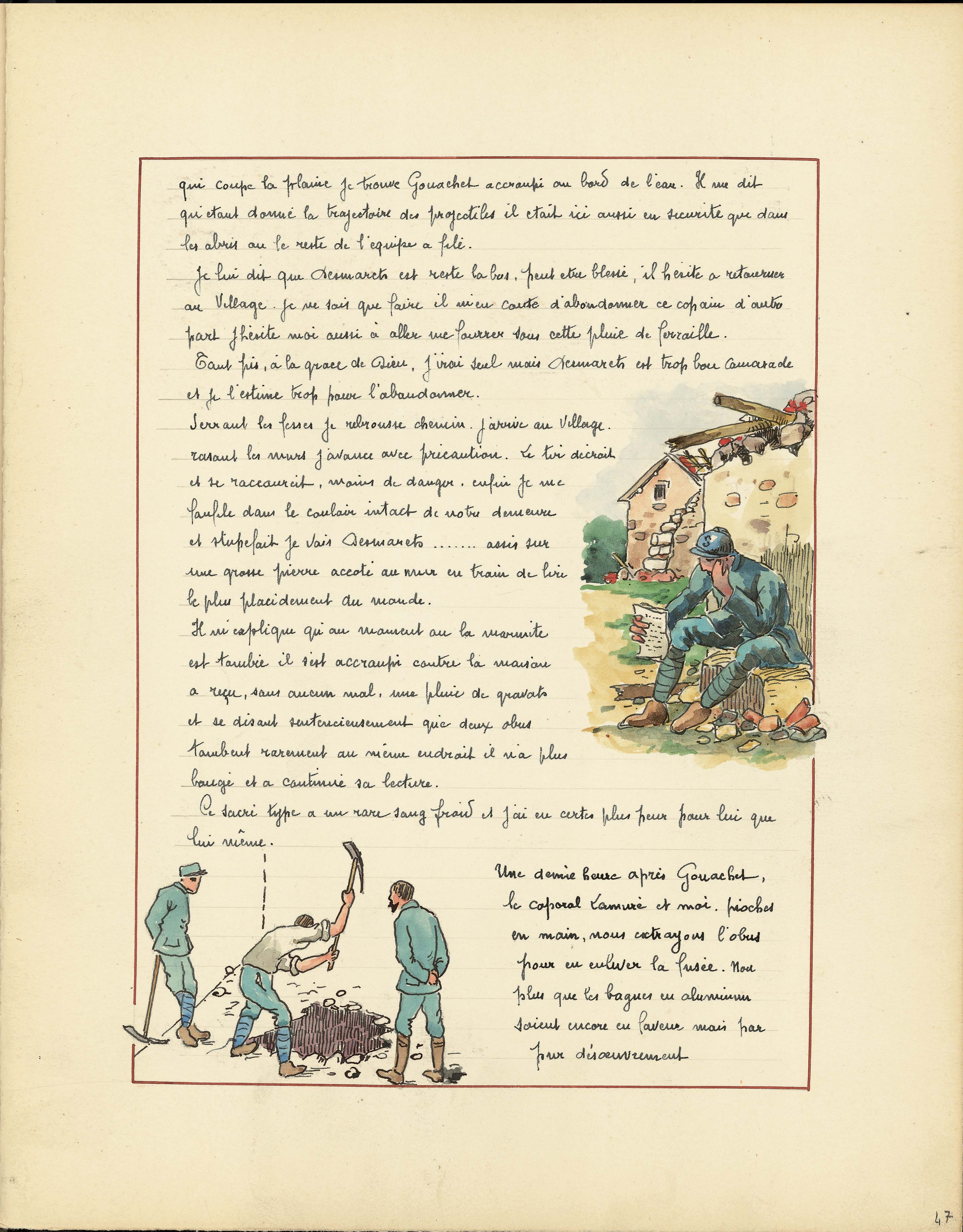
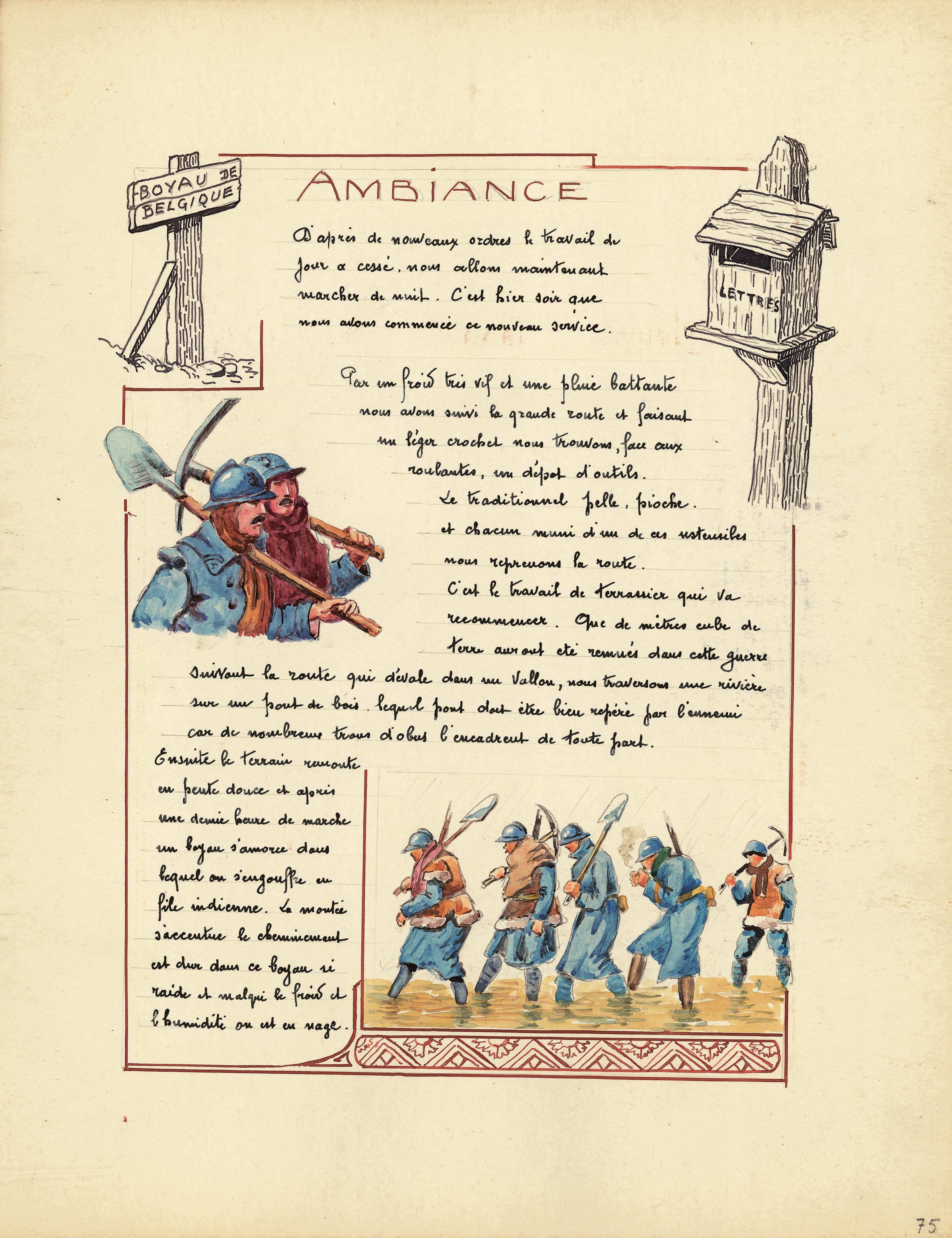
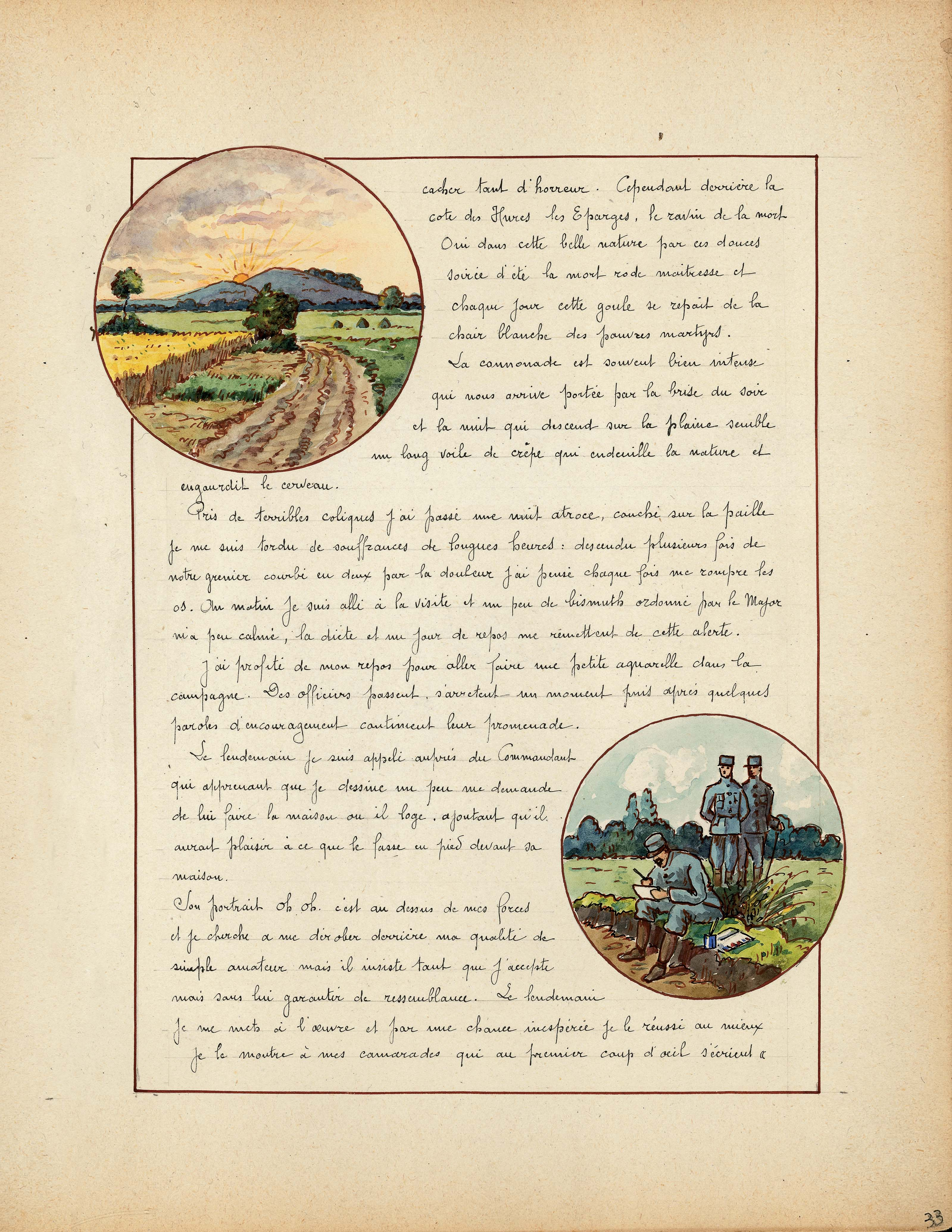
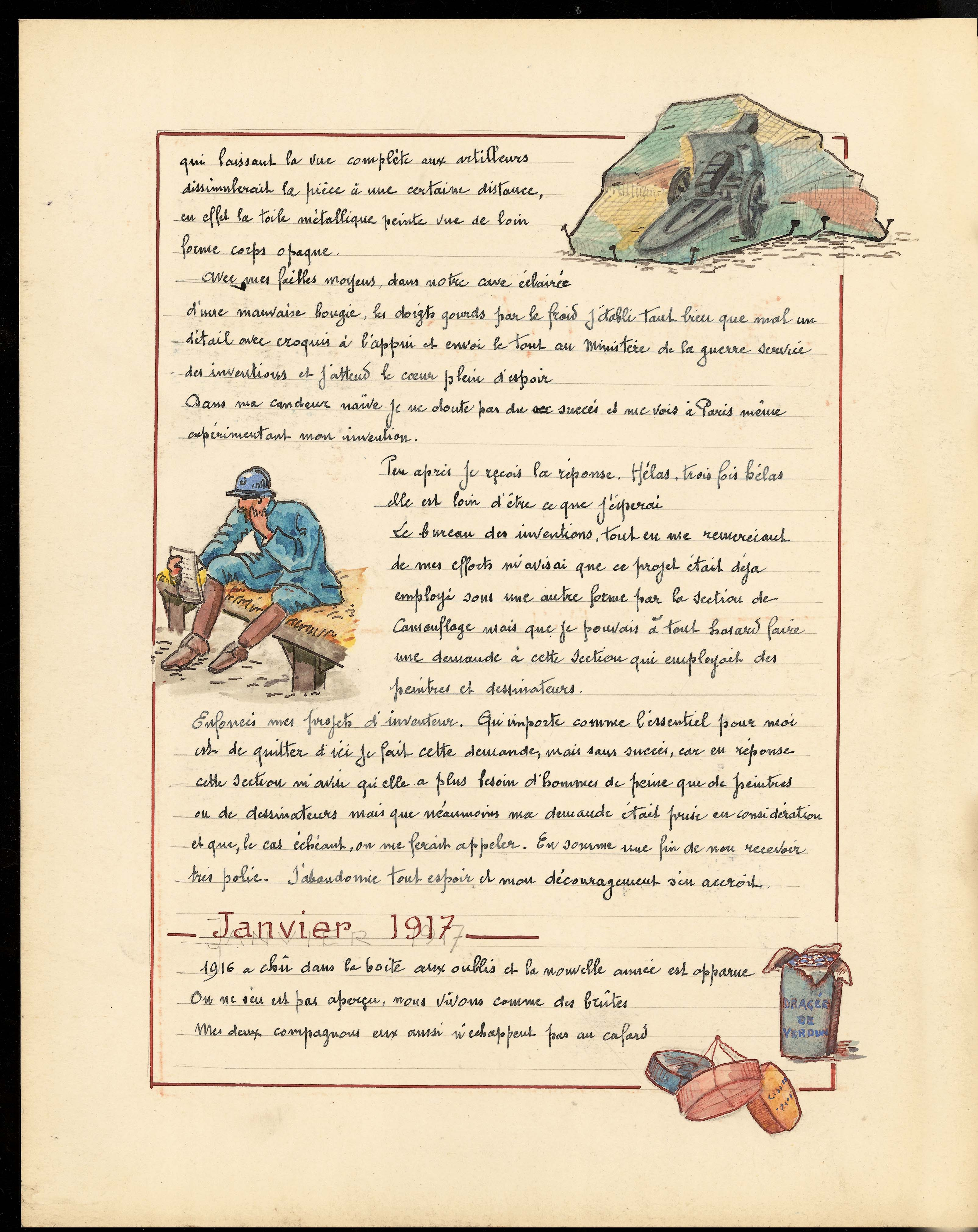
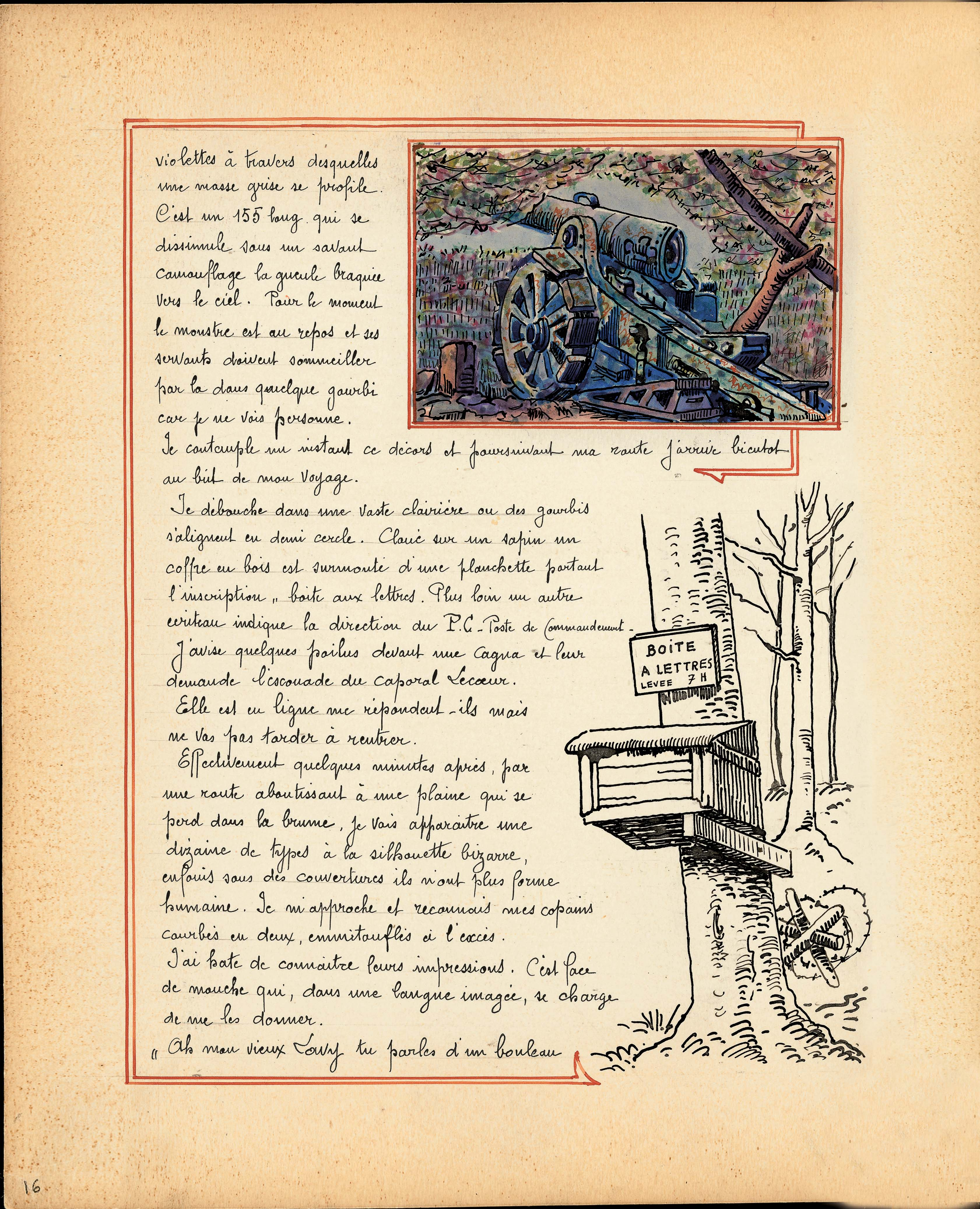
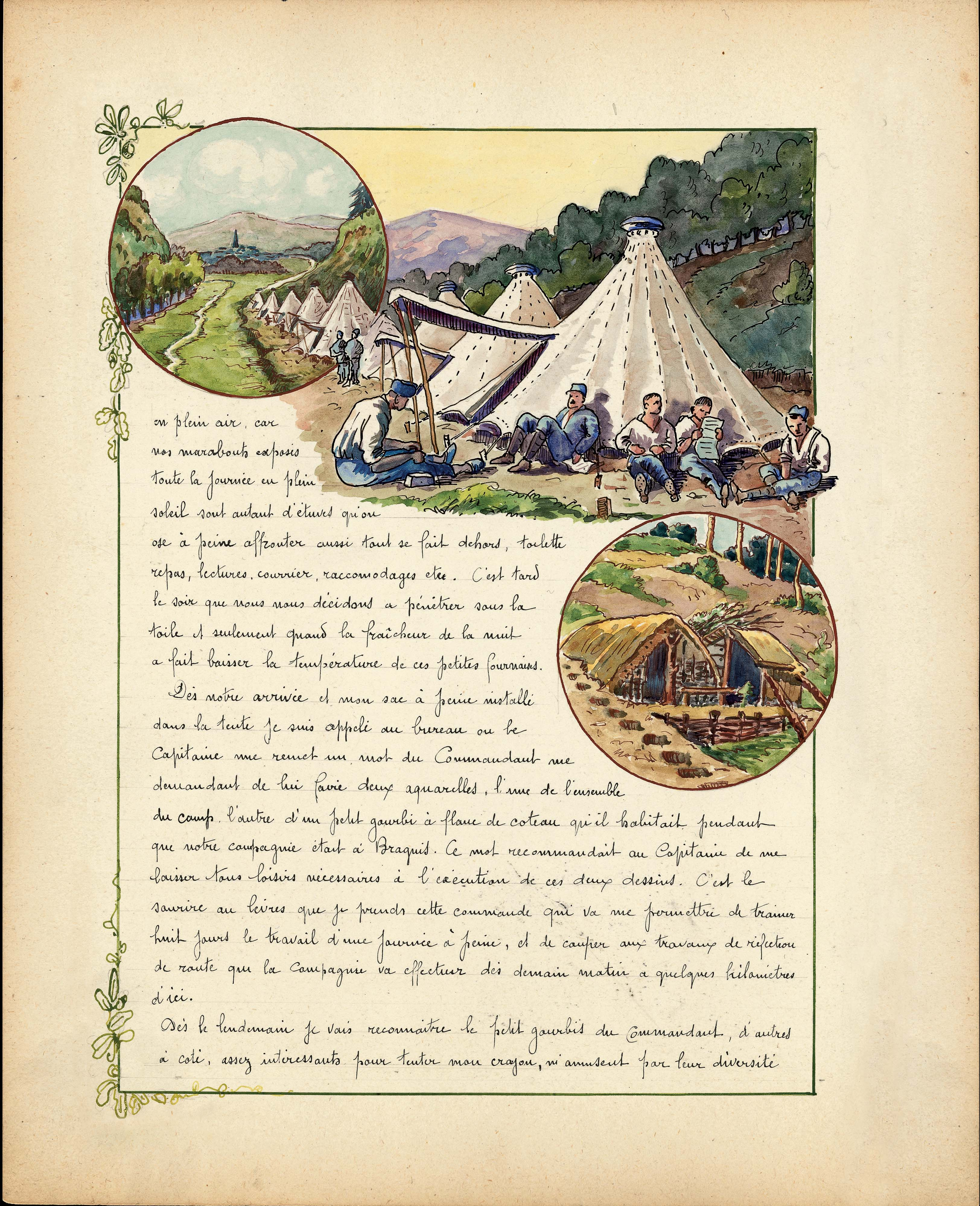
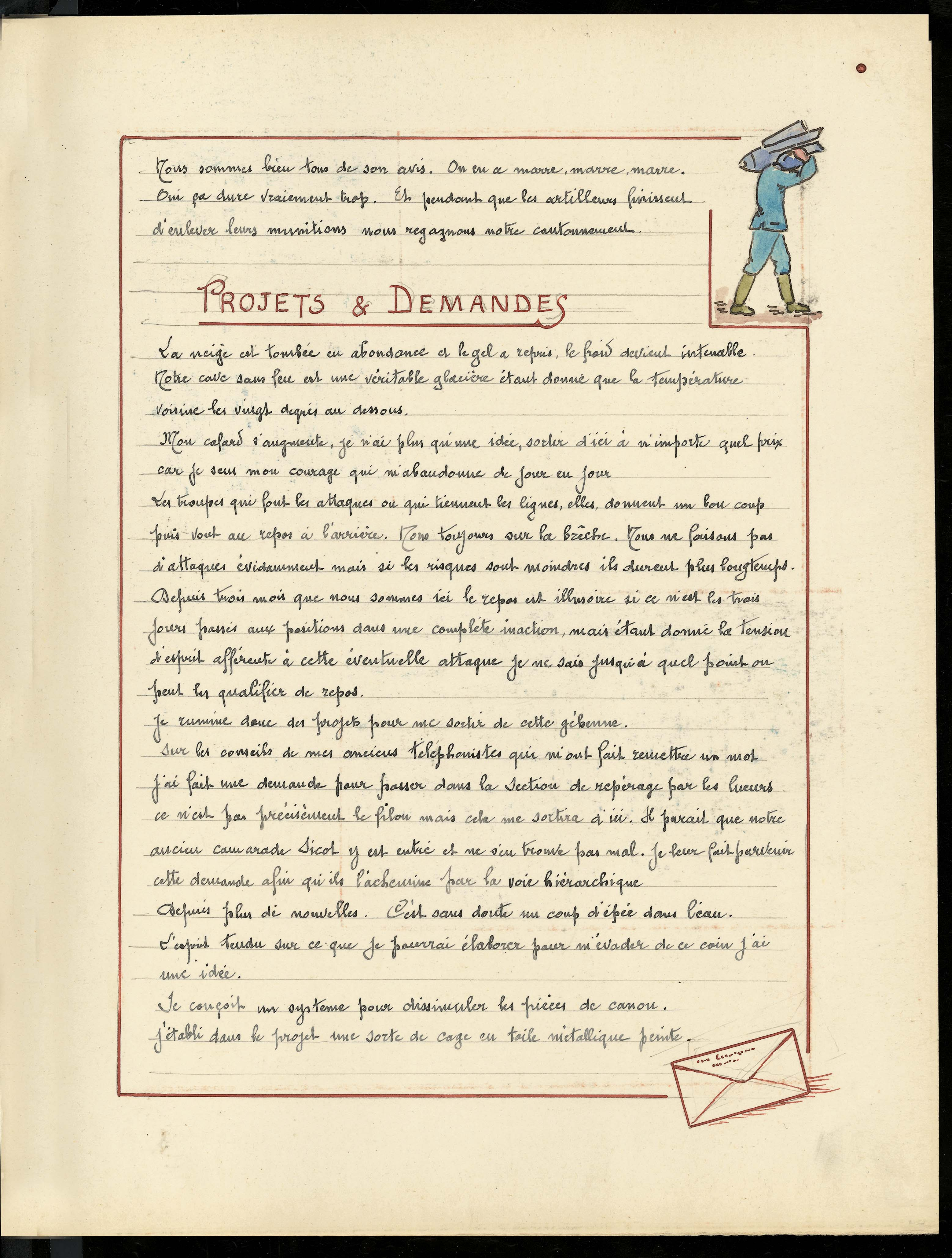
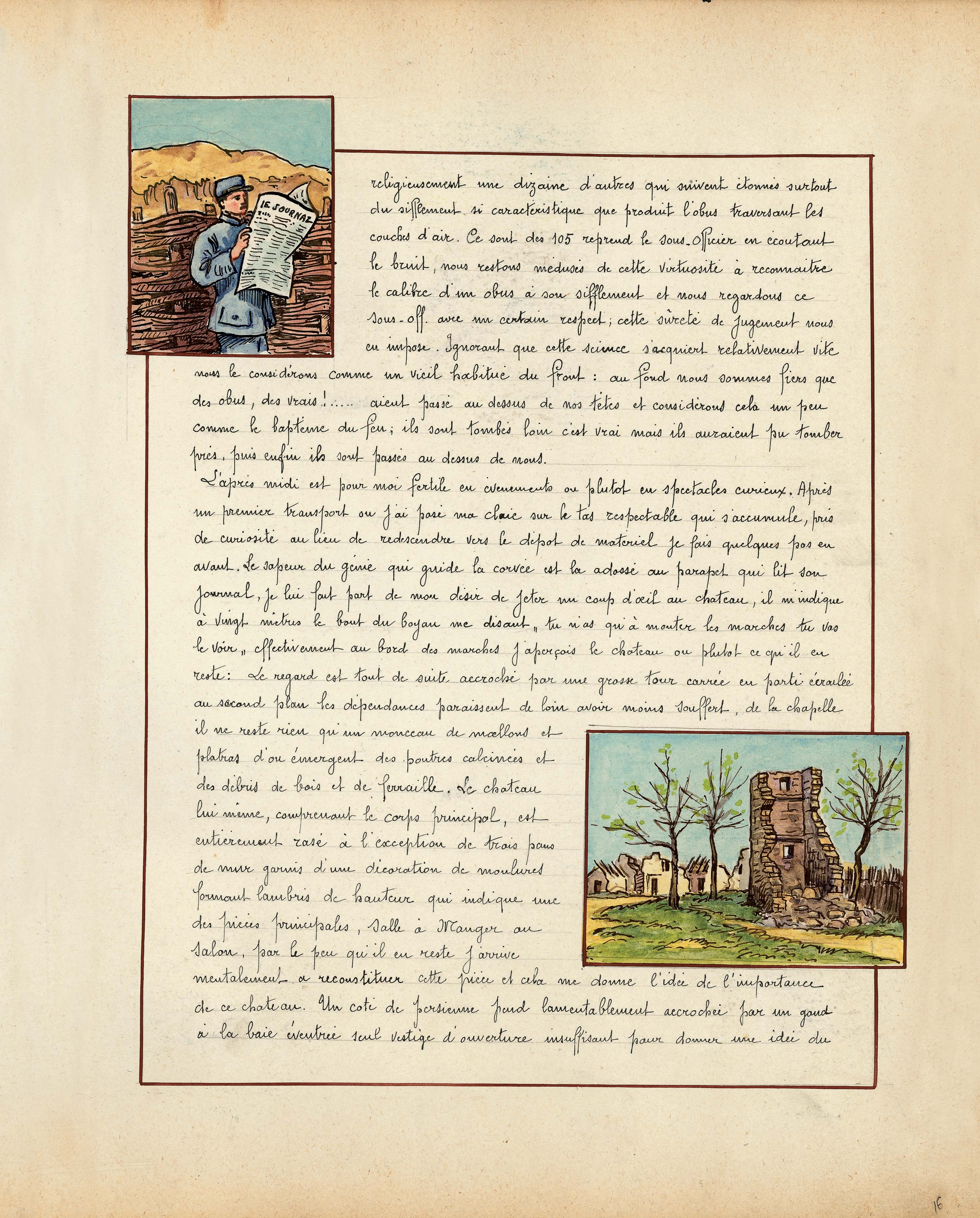